# تکیه معاون‌الملک

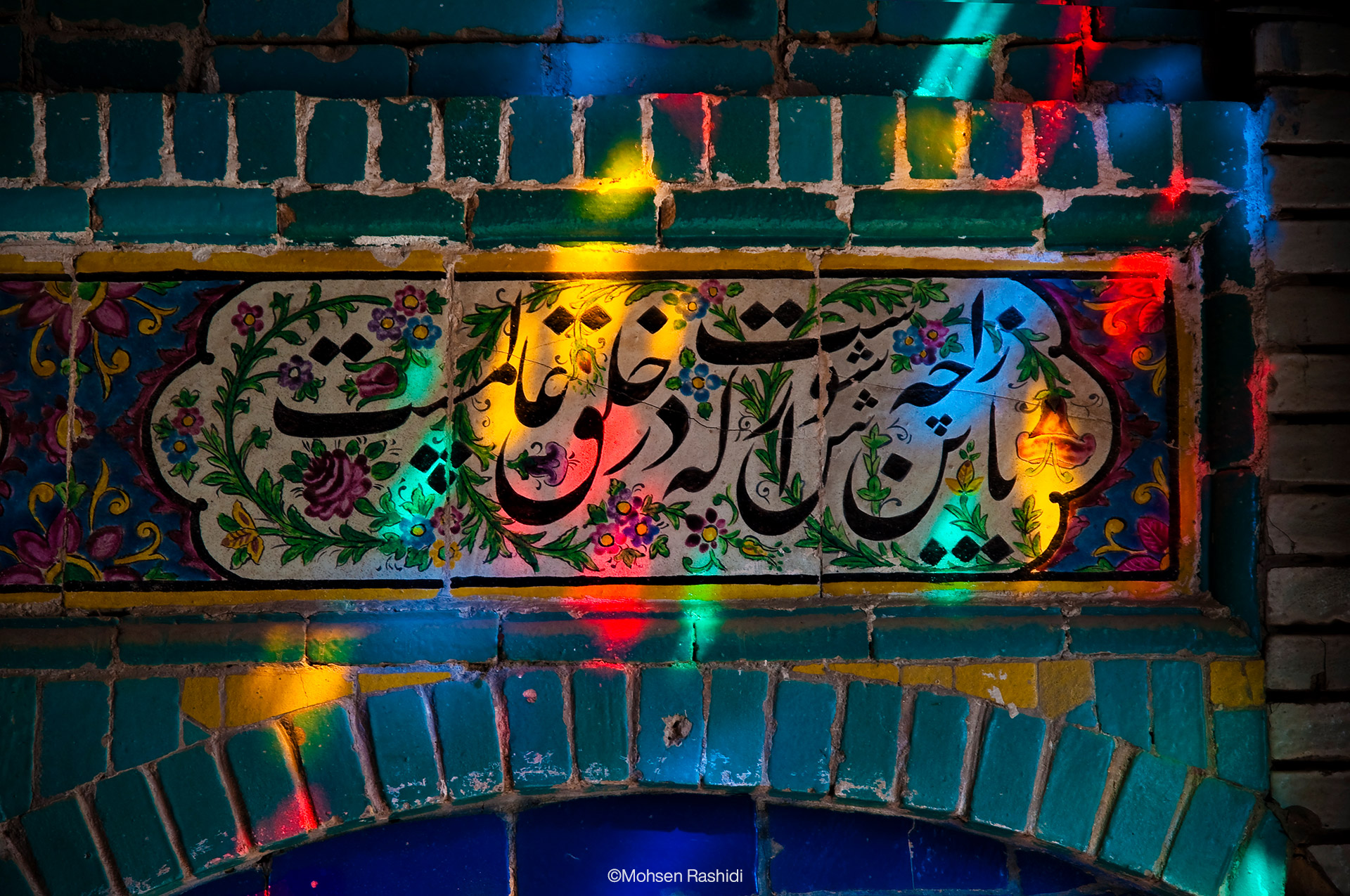
کاشیکاری تکیه معاون الملک کرمانشاه - تاریخ ثبت تصویر: 1388ه.ش

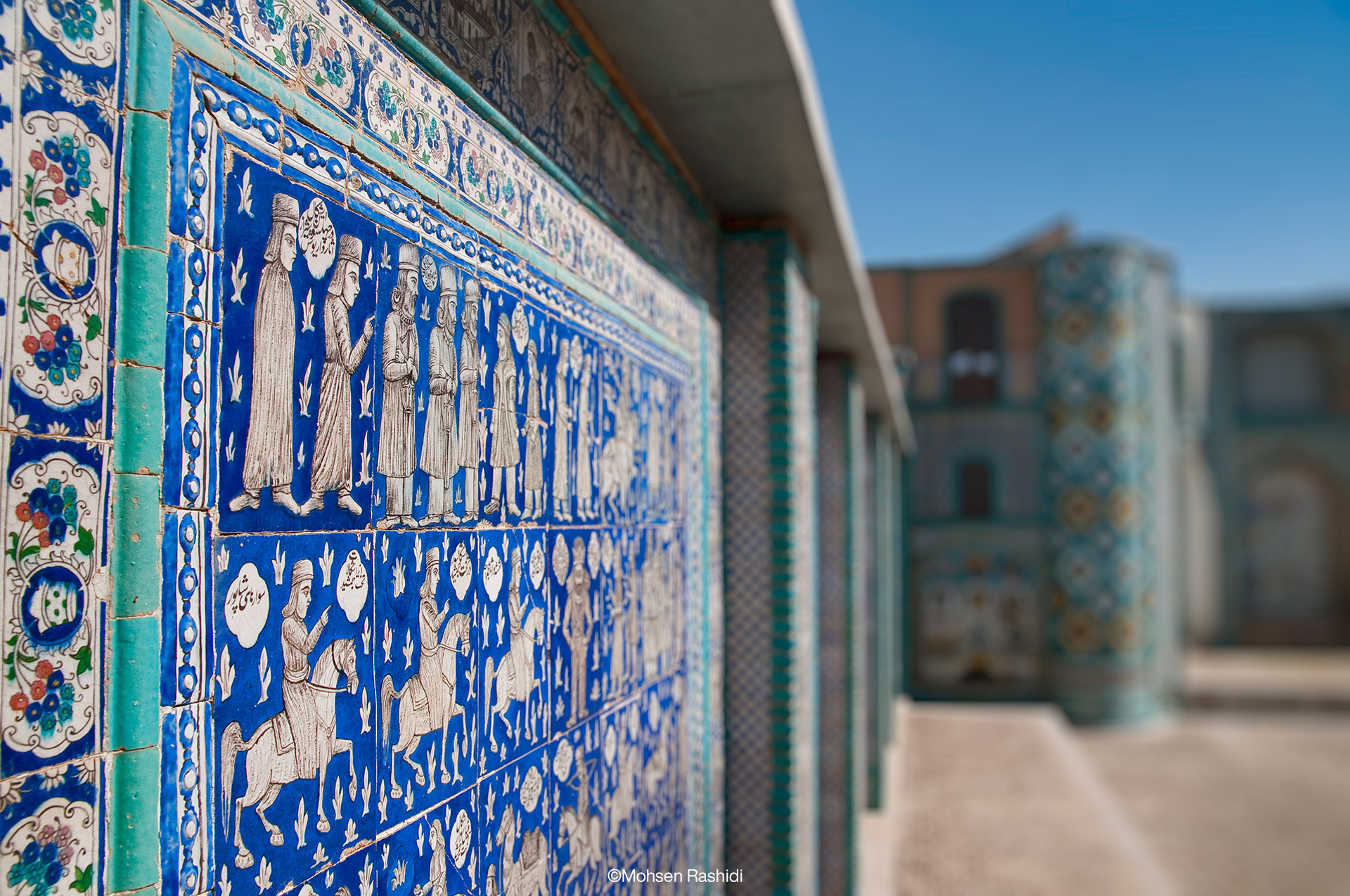

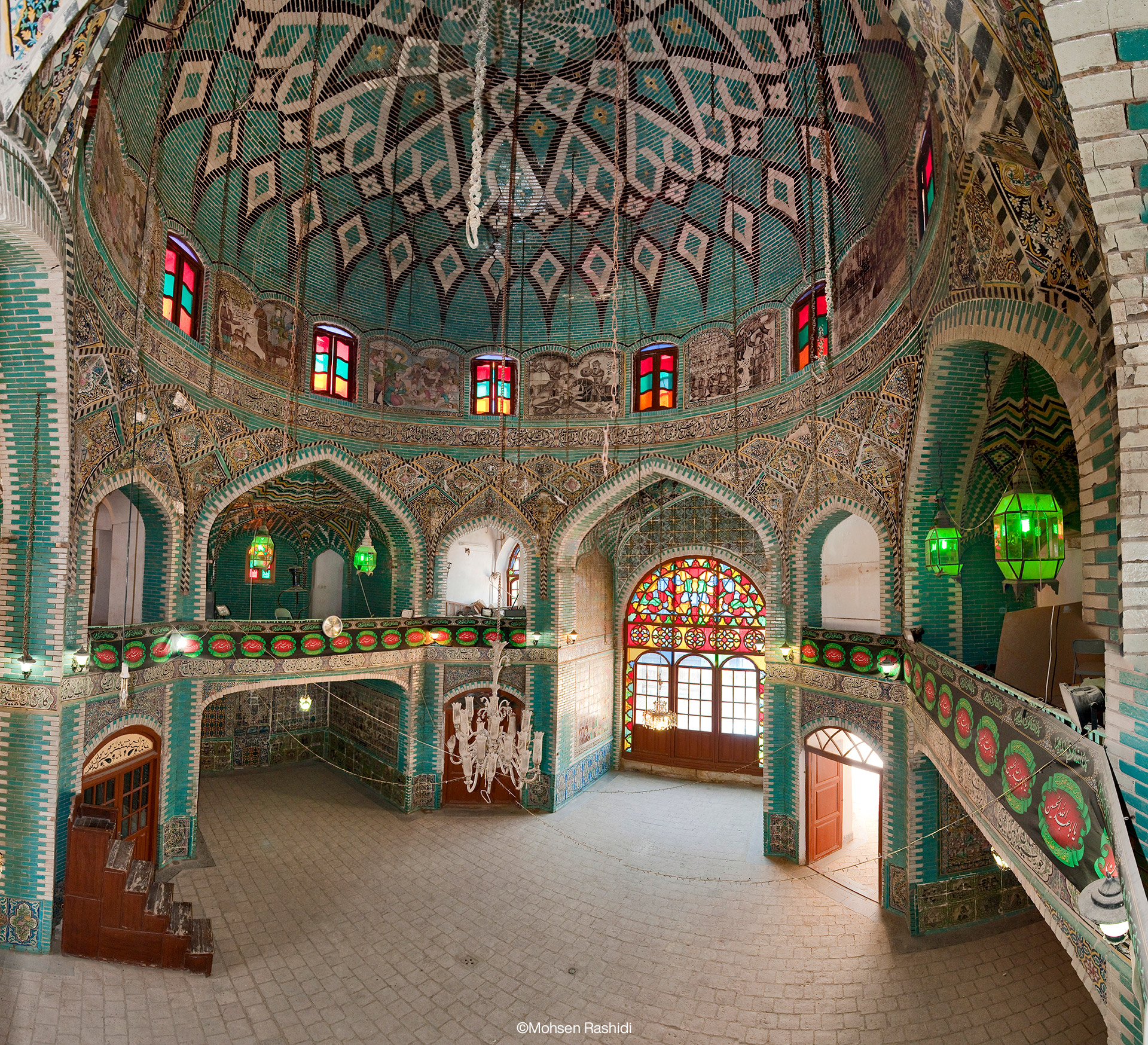
فضای داخلی تکیه معاون الملک کرمانشاه - تاریخ ثبت تصویر: 1388ه.ش

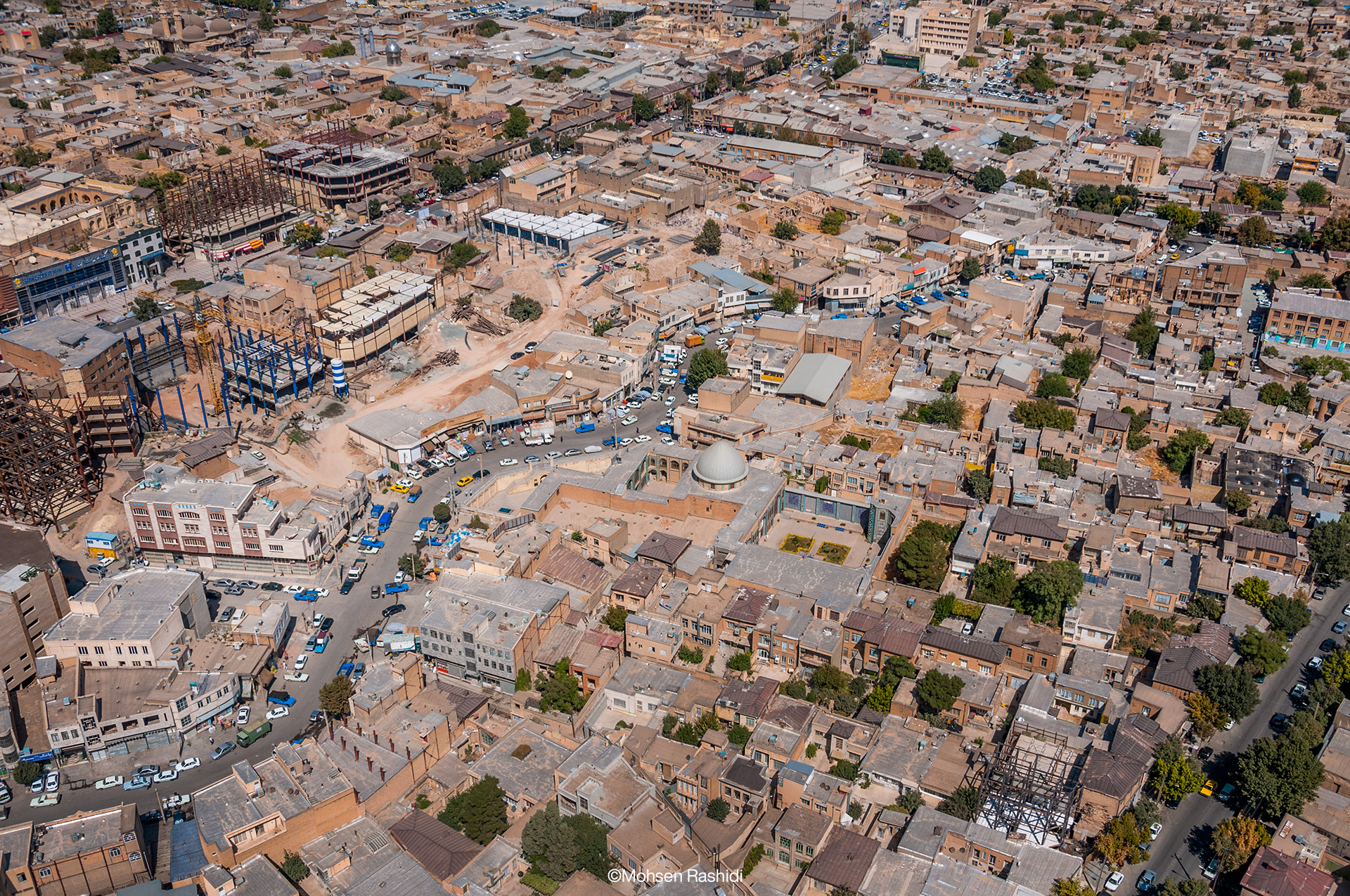
نمای هوایی از محل قرار گیری تکیه معاون الملک در بافت بازار - تاریخ ثبت تصویر: 1391 ه.ش

تکیۀ معاون‌الملک از جمله آثار است که از دوره قاجاریه در کرمانشاه به یادگار مانده‌است. این بنای تاریخی در بافت قدیم شهر کرمانشاه در محلهٔ آبشوران قدیم و در خیابان «حداد عادل» واقع شده‌است. این اثر در تاریخ ۱۰ آذر ۱۳۵۴ با شمارهٔ ثبت ۹۴۵ به‌عنوان یکی از آثار ملی ایران به ثبت رسیده‌است.

## تاریخچه

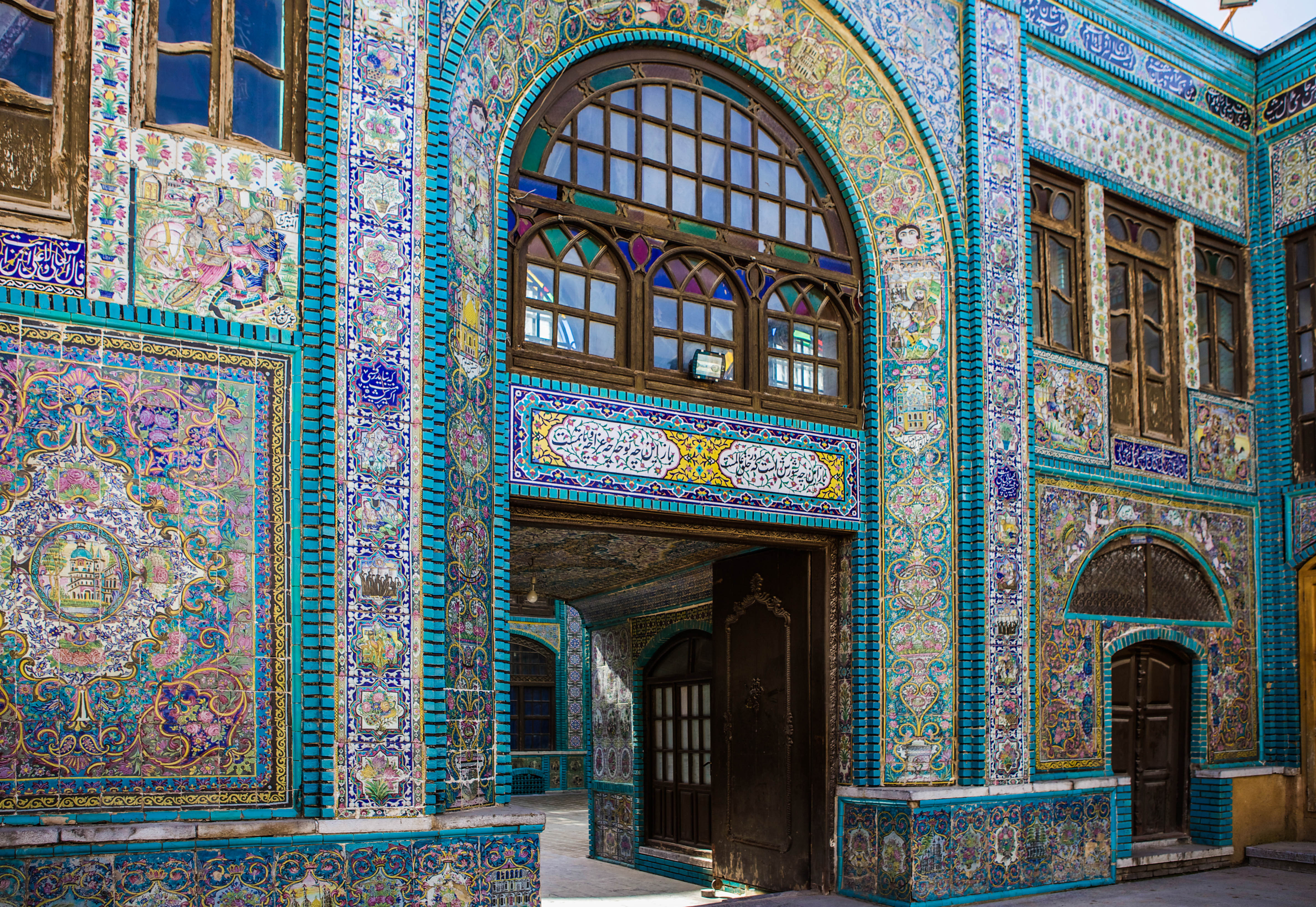
کاشیکاری در ورودی تکیه

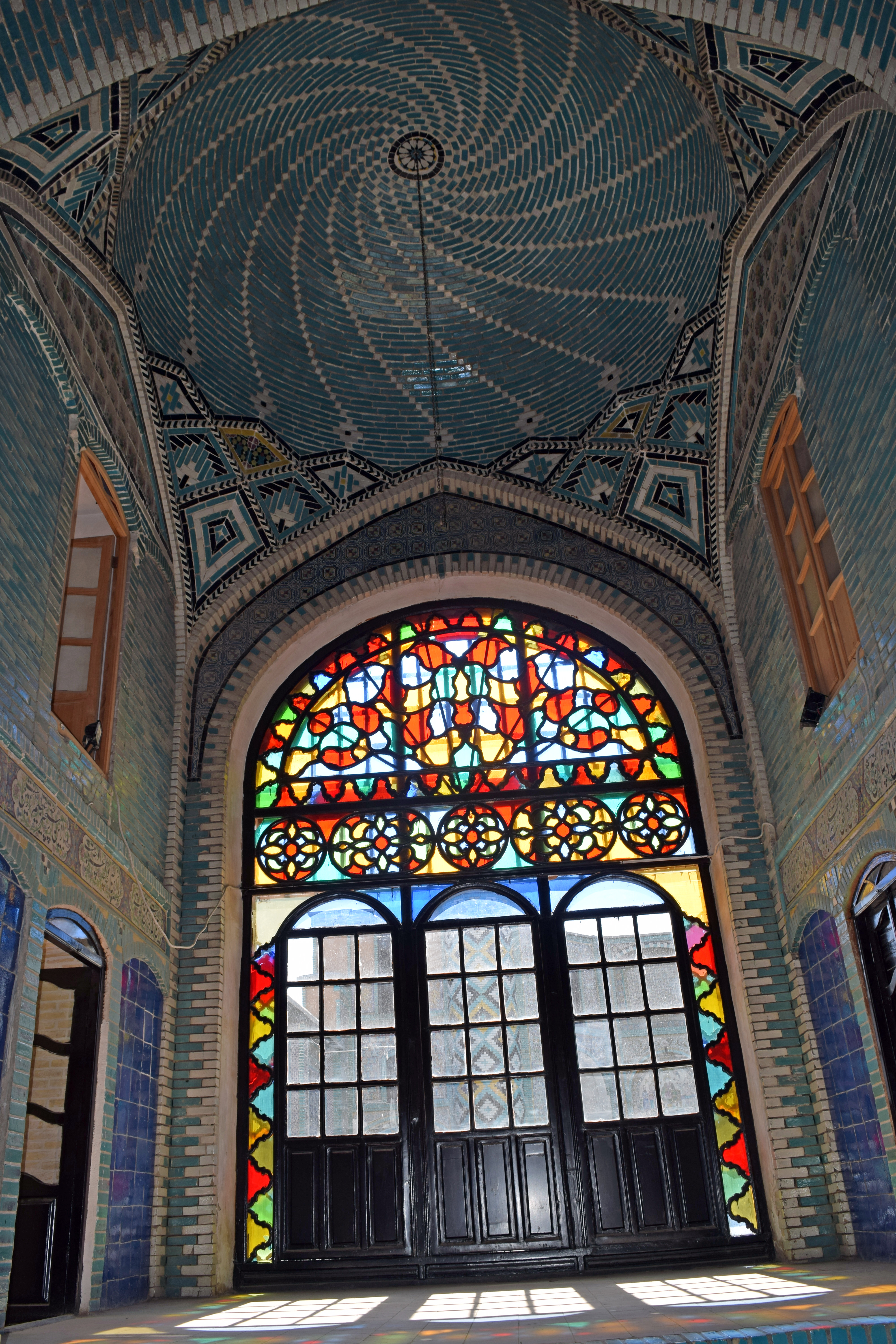
نمایی از داخل تکیه

در دوران قاجار تکیه‌های متعددی در کرمانشاه ساخته شد. از تکیۀ حاج سید در کوچۀ حاج سید به عنوان اولین یا یکی از اولین تکیه‌های کرمانشاه در دوران قاجار یاد می‌شود. معین‌الرعایا پس از اقدام به ساخت تکیه‌ای در محلۀ آبشوران کرمانشاه کرد. تکیه در سال ۱۲۸۲ خورشیدی به بهره‌برداری رسید و در آن زمان به منظور برگزاری آیین‌ها و مراسم‌های مذهبی به کار می‌رفت. سازندۀ بنا معمار اصغر معمار باشی بود که در سر در بنا نیز این مسئله ذکر شده‌است. این تکیه پس از تخریب در جریان مشروطه و بازسازی مجدد به تکیه معاون‌الملک مشهور گردید.
سیدمحمد معاون متخلص به واله در تاریخ بنای این تکیه چنین می‌گوید:
| این حسینیه چو از حسن عمل گشت تمام |  | سال تاریخش «واله» ز لب بانی خواست |
| گفت بانیش «معاون» پی تاریخ بگو    |  | کین حسینیه ز ما بهر عزای شهداست   |

### تخریب در جریان مشروطه
در سال ۱۲۸۷ خورشیدی به دنبال صدور فرمان مشروطیت، مشروطه‌خواهان به سرکردگی ظهیرالملک اقدام به تخریب و به توپ بستن تکیه که محل تجمع مستبدان و مخالفان مشروطه بود، نمودند. بر اثر به آتش کشیدن تکیه تمامی آئینه‌کاری‌ها از بین می‌رود و قسمتی از خود بنا تخریب می‌گردد. در ادامه این جریانات خانواده  معاون‌الملک در صدد مبارزه و انتقام برمی‌آیند و با کمک گرفتن از مردم سنقر و اطراف آن در تاقبستان تجمع می‌کنند و برای مبارزه آماده می‌شوند؛ که پس از مدتی با وساطت جمعی از سادات و کارگزاران و رجال شهر کرمانشاه بین خانوادۀ معاون‌الملک  و ظهیرالملک صلح برقرار می‌گردد.

### رخدادهای تاریخی
اسماعیل‌خان معاضدالملک در سال ۱۳۰۲ خورشیدی (۱۹۲۳ میلادی) هنگامی که در حال رفتن به محل کار خود بود، از سوی یک افسر در حاشیۀ محلۀ آبشوران کرمانشاه و در مقابل تکیۀ معاون‌الملک مورد حمله قرار گرفت و با شلیک گلوله به قتل رسید.

## معماری

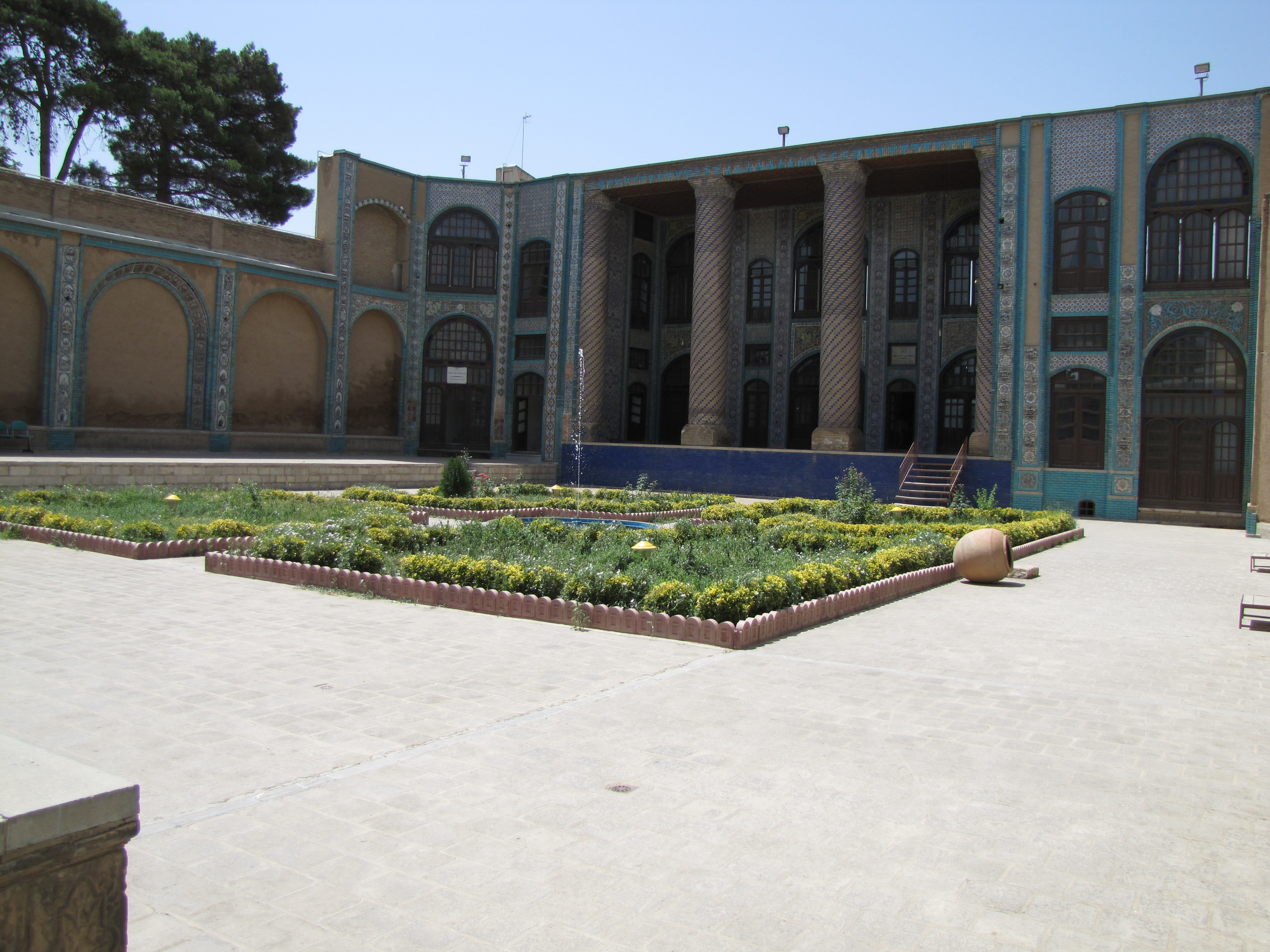
بخش عباسیه

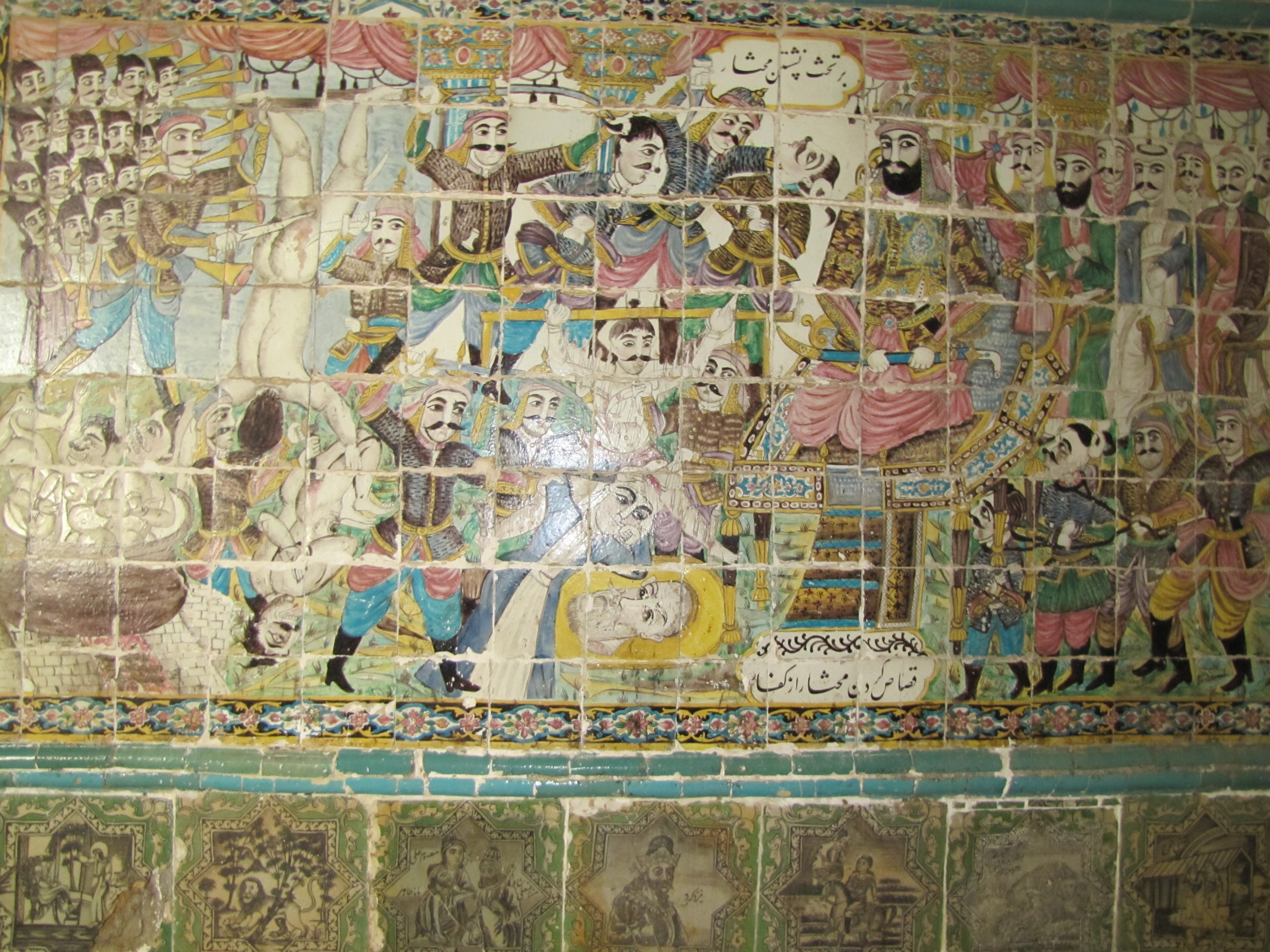
بر تخت‌نشینی مختار

امتیاز قابل ملاحظه و استثنایی این بنا در کاشی‌کاری آن است. به گفتۀ کارشناسان میراث فرهنگی کرمانشاه کاشی‌های برجسته و نیمه‌برجسته با نقوشی از اساطیر و تاریخ جهان و ایران و بسیار زیبا و رنگ‌های صددرصد طبیعی که در این بنا به کار رفته در جهان بی‌همتاست. تصاویری که بر روی کاشی‌ها حک شده شامل صحنه‌هایی از غزوات محمد، نبردهای علی، حوادث کربلا، تصاویر سلاطین باستانی ایران از جمله پادشاهان هخامنشی و تصاویری از تخت جمشید است که در نوع خود بی‌نظیر است. معماری این بنا را حسن‌خان معاون‌الملک در ابتدا به حسین نقاش تهرانی و سیدابوالقاسم مانی واگذار می‌کند که پس از چندی حسین کاشی‌پز تهرانی میناچی را نیز برای بازسازی بنا به کرمانشاه دعوت می‌کند. تکیه معاون‌الملک دارای سه در ورودی است که در غربی به خیابان حداد عادل در شمالی به کوچه معاون‌الملک و در جنوبی به کوچۀ ایلخانی مشرف است.

## بخش‌ها
این بنا از سه قسمت حسینیه، زینبیه و عباسیه تشکیل شده‌است.

### حسینیه
مجموعه بنا در حدود شش متر از سطح خیابان پایین‌تر است به‌طوری‌که برای ورود به حسینیه باید از ۱۷ پله بزرگ عبور کرد. در کنار پله‌های ورودی، سقاخانه کوچکی وجود دارد که به وسیله کاشی‌هایی با نقوش ابوالفضل تزیین شده‌است.
حسینیه صحن کوچکی است که در اطراف آن حجره‌های دو طبقه و طاق‌نماهای متعددی قرار گرفته‌است که سراسر دیوارهای آن با کاشی‌های زیبا آراسته شده‌است. داخل طاق‌نماهای این بخش به وسیله تابلوهای کاشی‌کاری‌شده پوشیده شده که صحنه‌هایی از عزاداری شامل سینه‌زنی، قمه‌زنی و تصاویری از خلفا و سلاطین ایران و بارگاه سلیمان را نشان می‌دهد. همچنین اشعاری از واله کرمانشاهی در توصیف بنا و تاریخ خاتمه کاشی‌کاری آن نیز در این قسمت به چشم می‌خورد.

### عباسیه
بنای عباسیه به صورت صحن وسیعی است که در قسمت شرقی آن بنای دوطبقه‌ای ساخته شده و در قسمت جنوبی آن ایوانی با دو ستون آجری برپا شده‌است. دیوارهای عباسیه نیز با کاشی هفت‌رنگ تزیین شده که بر روی آن‌ها صحنه‌هایی از ورود یوسف به کنعان و بارگاه علی و پسرش حسین دیده می‌شود. در این صحن تصاویری نیز از شخصیت‌های مذهبی و سیاسی و مهره‌هایی از شخصیت‌های دورۀ قاجار بر روی کاشی‌ها نقش بسته‌است.

## موزه‌ها
در قسمت عباسیه دو موزۀ فرهنگی با نام‌های موزه موزه مردم‌شناسی کرمانشاه و موزه پوشاک و زیور آلات استان کرمانشاه وجود دارد.

## بازدید
تکیۀ معاون‌الملک تنها در ساعات اداری امکان بازدید دارد و در روزهای جمعه و تعطیلات رسمی نیز غیرقابل بازدید است. این وضعیت با انتقاداتی همراه بوده و سبب شده تا گردشگران برای بازدید از این بنای تاریخی با مشکل مواجه شوند.

## آسیب‌ها
تکیأ معاون در کنار رودخانۀ آبشوران قرار دارد. همین مسئله سبب شده تا سطح آب‌های زیرزمینی در این نقطه بالا باشد و کف مجموعه و دیوارهای تکیه دچار نم‌زدگی شود. این مشکل هر سال در فصل زمستان به دلیل بارش‌های باران تشدید می‌شود. علاوه بر این پس از ساخت کانال بتونی رودخانۀ آبشوران، رگه‌های آب‌های زیرزمینی تغییر مسیر دادند که در نتیجۀ آن آب به بخش‌های از پی و دیوارۀ ساختمان نفوذ کرد و آن را در معرض تخریب قرار داد.

## بازسازی
تکیۀ معاون‌الملک از زمان احداث چندین بار دو بار بازسازی و چندین بار مرمت شده‌ است. نخستین بازسازی تکیه مربوط به زمان تخریب آن توسط مشروطه‌خواهان است و دومین بازسازی آن نیز در سال‌های پس از جنگ ایران و عراق انجام شده‌ است. در دی‌ماه ۱۴۰۱ مدیرکل میراث فرهنگی، گردشگری و صنایع‌دستی کرمانشاه از اجرای برنامۀ مرمت تکیه معاون الملک شامل عملیات دفع رطوبت و مرمت کاشی‌های آسیب دیده و طاق‌نماها، مرمت و رنگ آمیزی در و پنجره‌های چوبی، رنگ‌آمیزی اتاق‌ها و ساخت و نصب کاشی‌های هفت‌رنگ، بازساری بخش‌های آسیب‌دیده، ایجاد عایق‌های رطوبتی، نماچینی در قسمت‌های مورد نیاز و همچنین نصب دوربین‌های مداربسته و اجرای تجهیزات الکترونیکی و مکانیکال با اعتباری بالغ بر یک میلیارد و ۲۰۰ میلیون تومان خبر داد. مرمت سالانۀ تکیۀ معاون‌الملک طی ماه خرداد ۱۴۰۲ انجام شد که طی آن در و پنجره‌های چوبی، کاشی‌کاری‌ها، بخش‌های سنگی بنا و تاق‌نماهای آجری مرمت شد و اقداماتی نیز برای دفع رطوبت، رنگ‌آمیزی و ساخت کاشی‌های هفت رنگ به عمل آمد.
همچنین برای حل مشکل نم‌زدگی تکیۀ معاون‌الملک نیز طرحی تهیه شده که مطالعات آن به پایان رسیده‌ و به تأیید وزارت میراث فرهنگی نیز رسیده است. بر اساس این طرح در زیر بنای تکیۀ معاون‌الملک چاه‌هایی حفر خواهد شد که به شکل زه‌کشی به یکدیگر متصل هستند. آب توسط این چاه‌ها به بیرون از تکیه منتقل شده و در آنجا وارد یک چاه مادر شده و در نهایت به داخل رودخانه هدایت خواهد شد. این پروژه هنوز اجرایی نشده و اجرای آن از طریق مناقصه به بخش خصوصی انجام خواهد شد.

## رویدادها
در ۱۳ خرداد ۱۴۰۲ چند گردشگر زن به دلیل حضور در تکیه با پوشش اختیاری به همراه همراهان‌شان از این مکان اخراج شدند و مسئول اثر تاریخی تکیۀ معاون‌الملک نیز به سرعت توسط داریوش فرمانی سرپرست ادارۀ کل میراث فرهنگی، گردشگری و صنایع دستی استان کرمانشاه از سمت خود عزل شد.

## نگارخانه

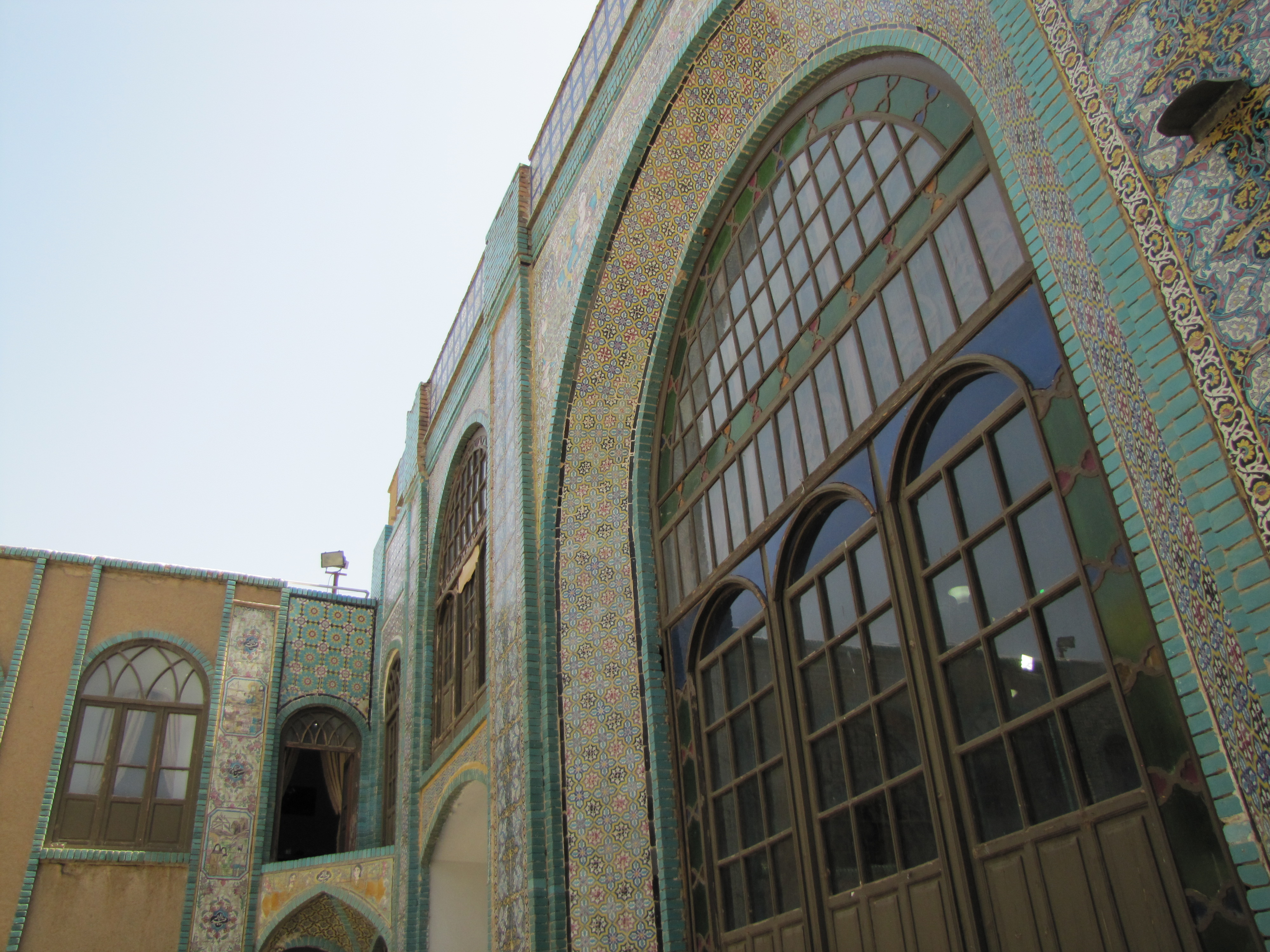
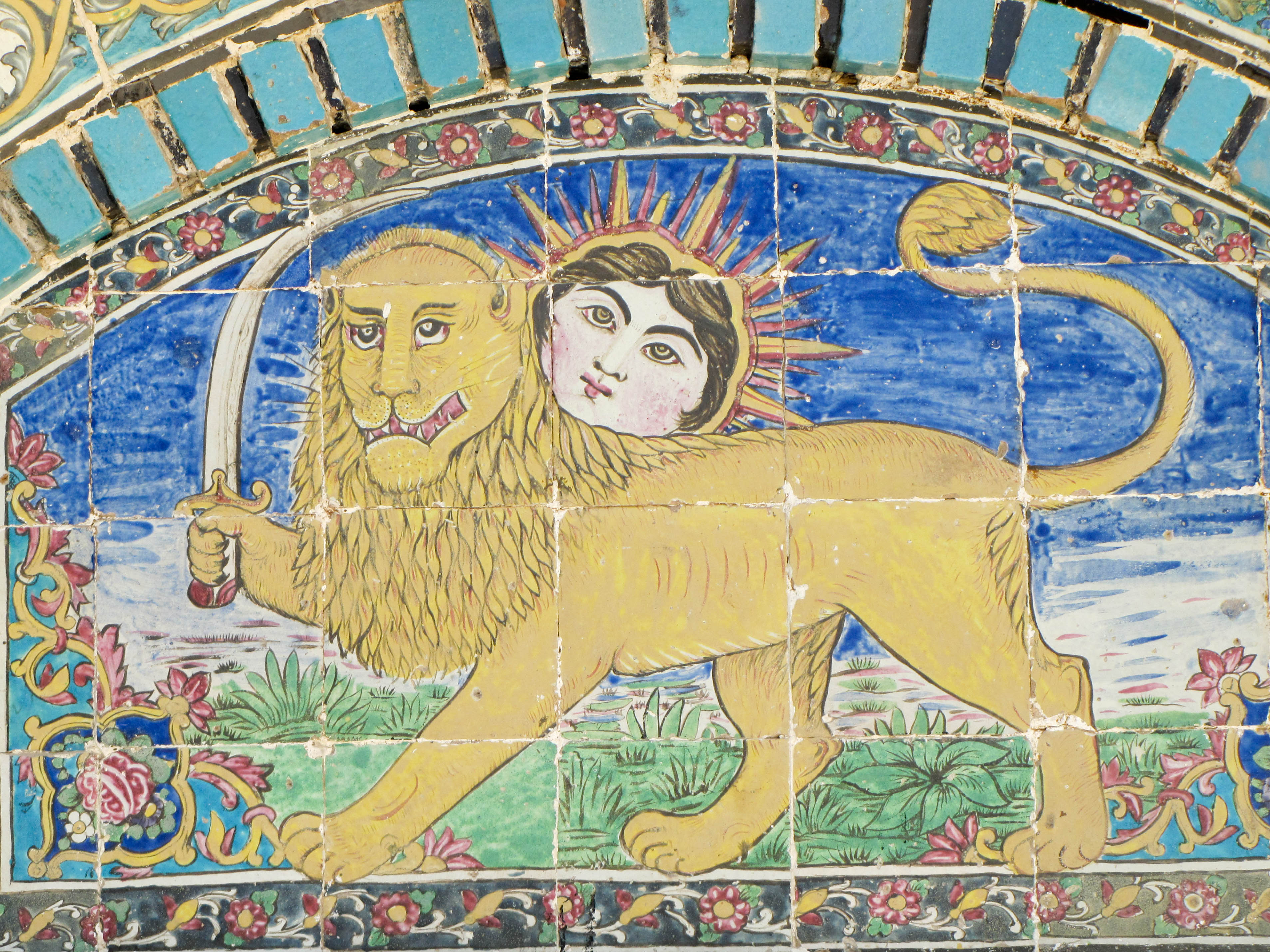
شیر و خورشید
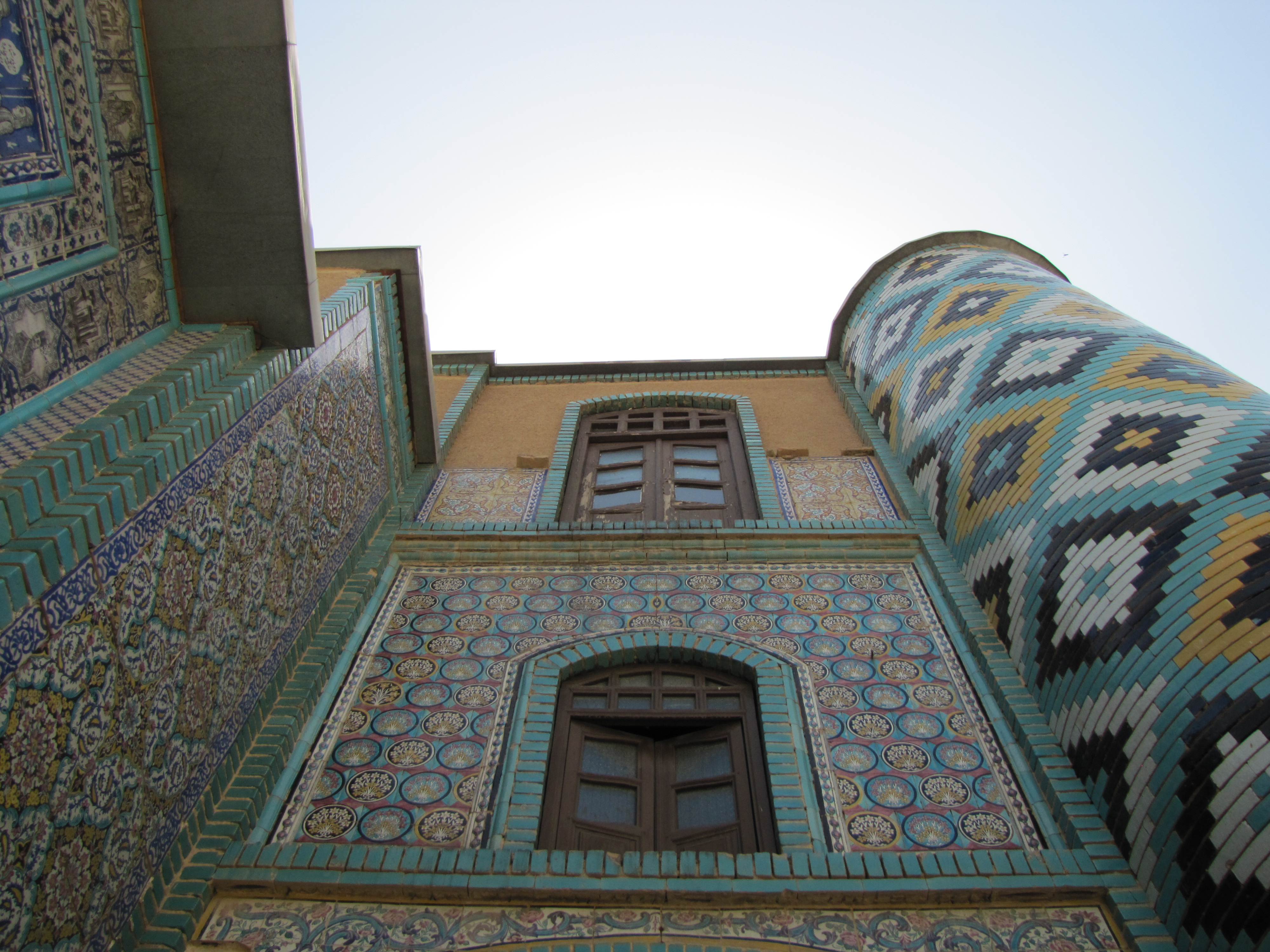
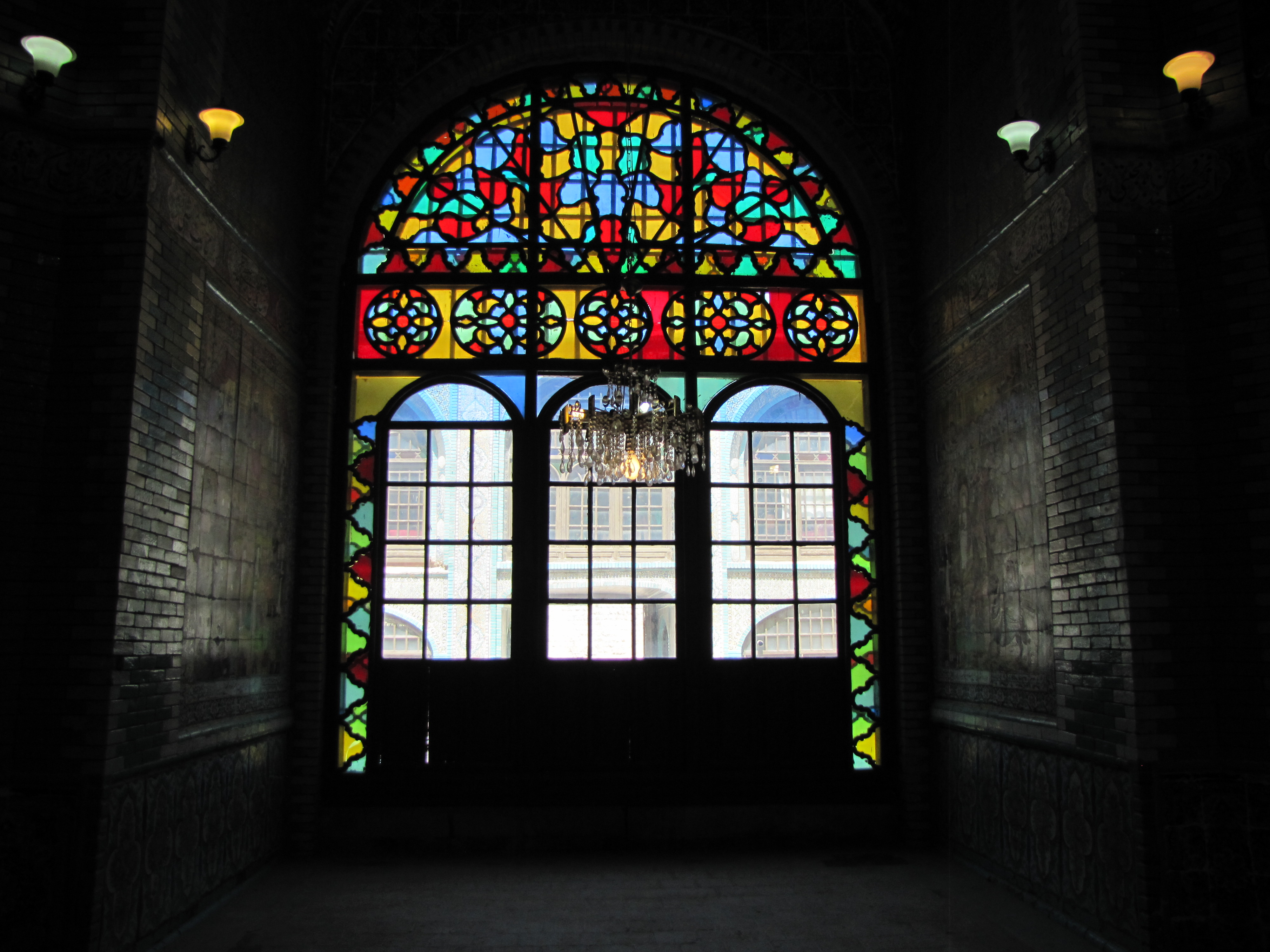
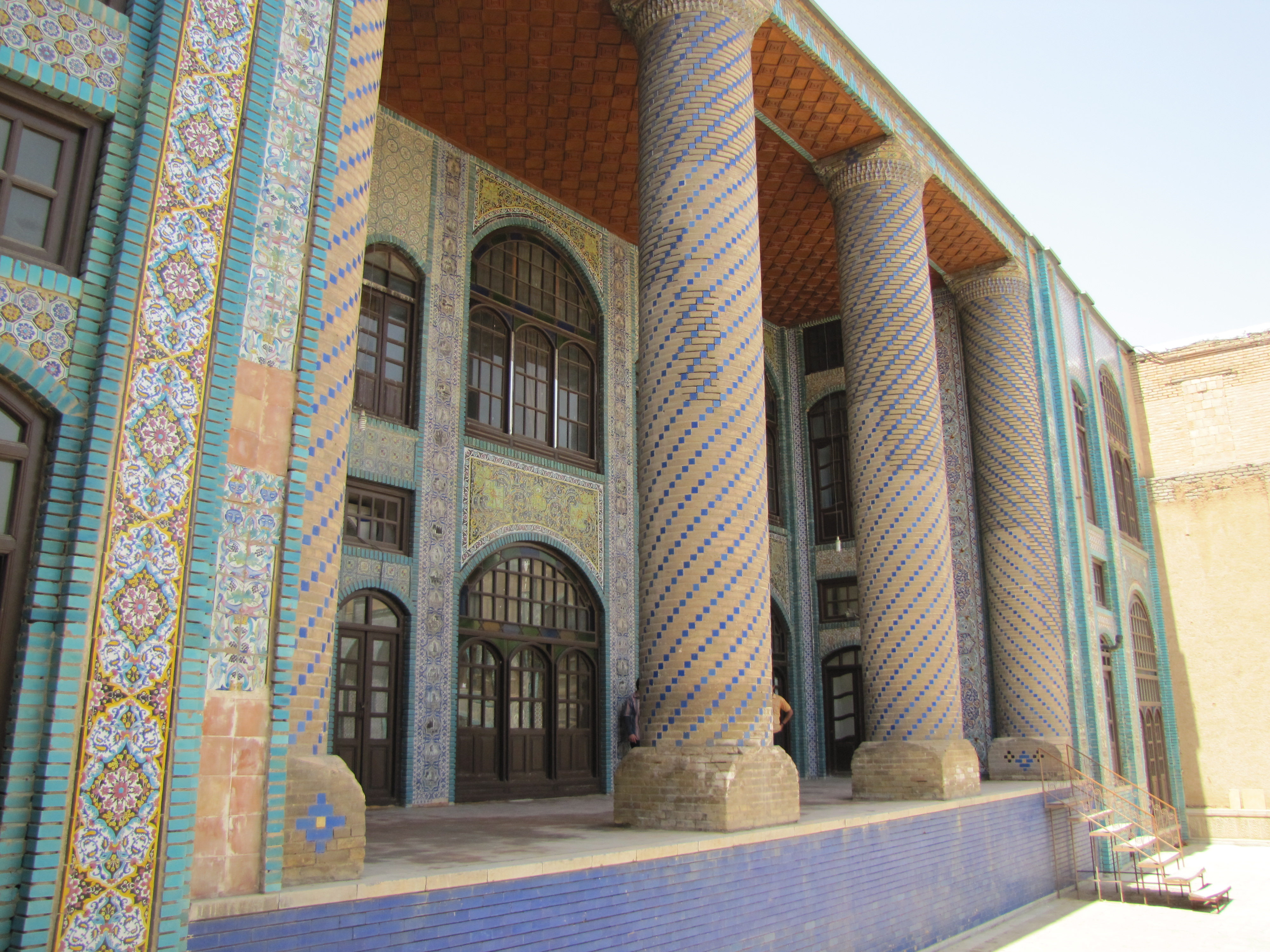
عباسیه
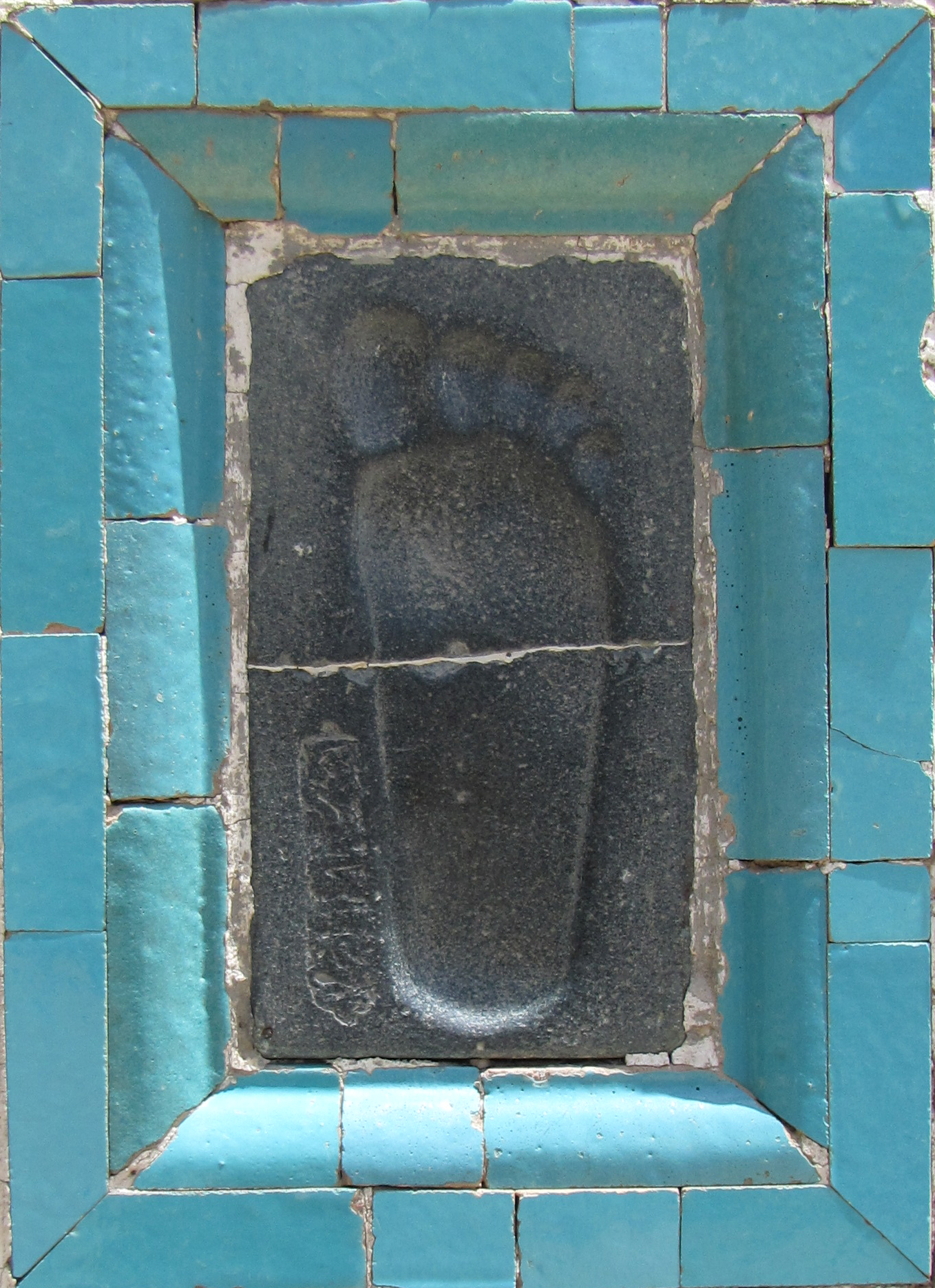
سنگ حجاری‌شده که ادعا شده جای پای علی بن موسی الرضا است.
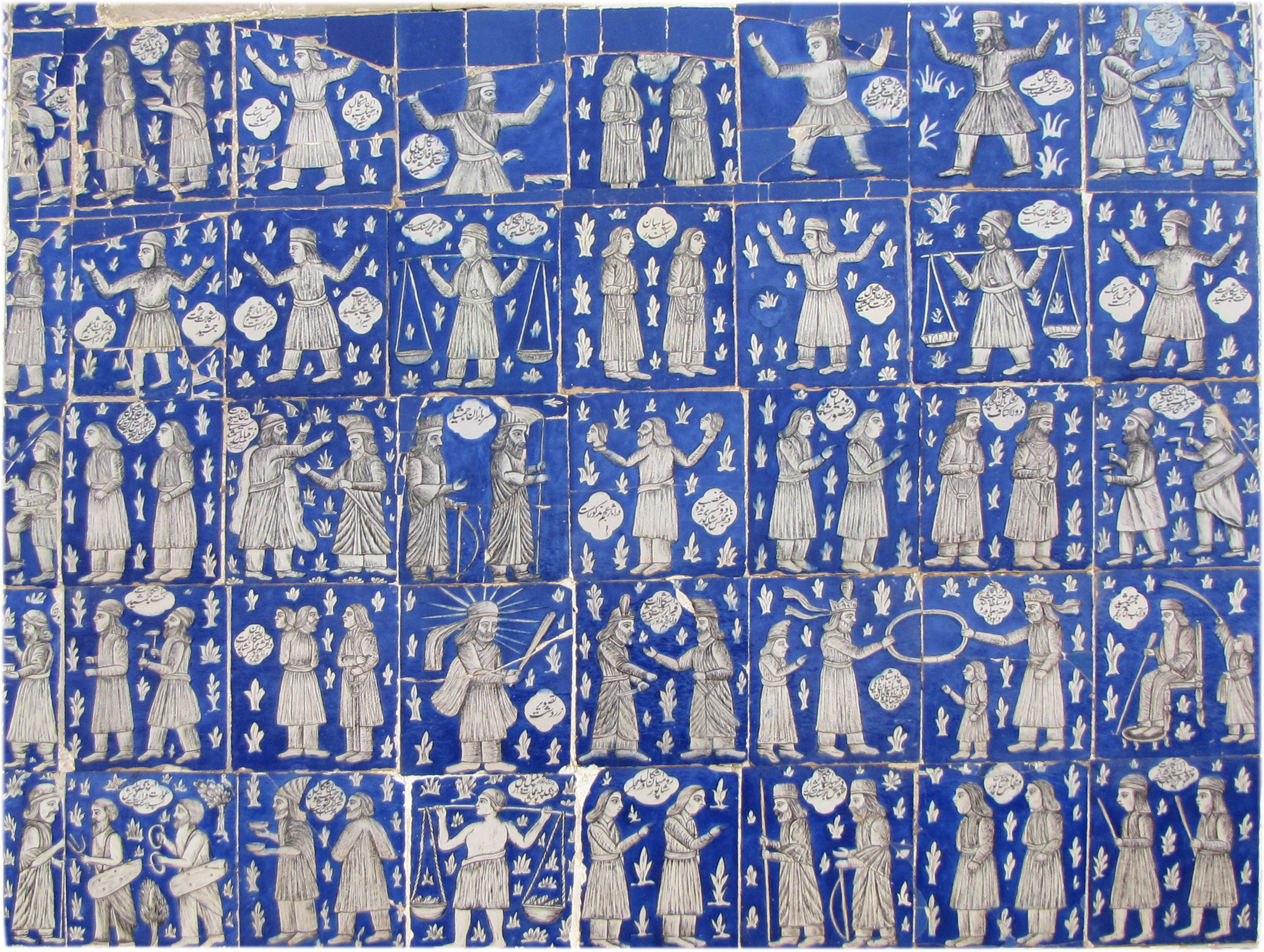
شخصیت‌های اسطوره‌ای
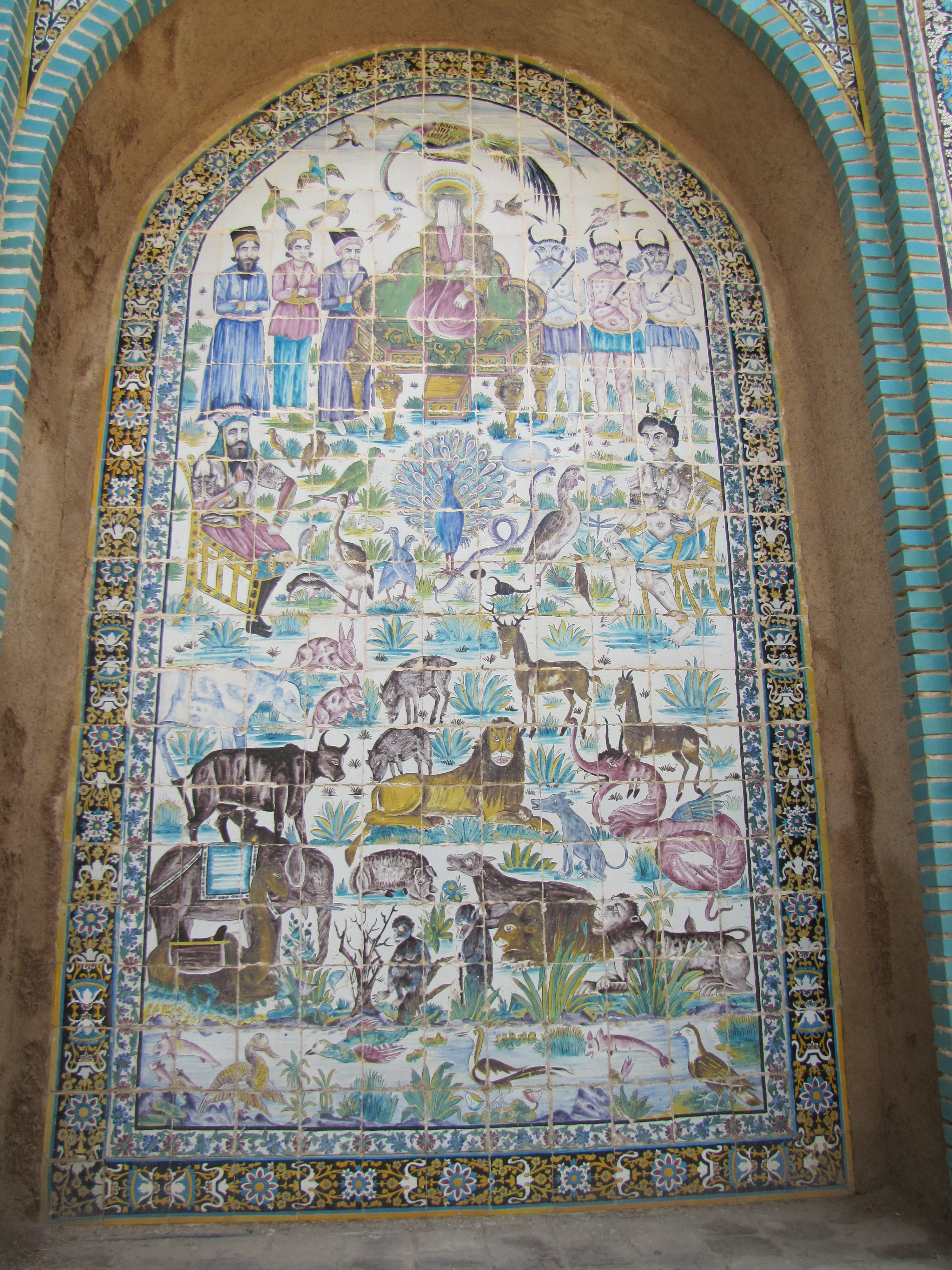
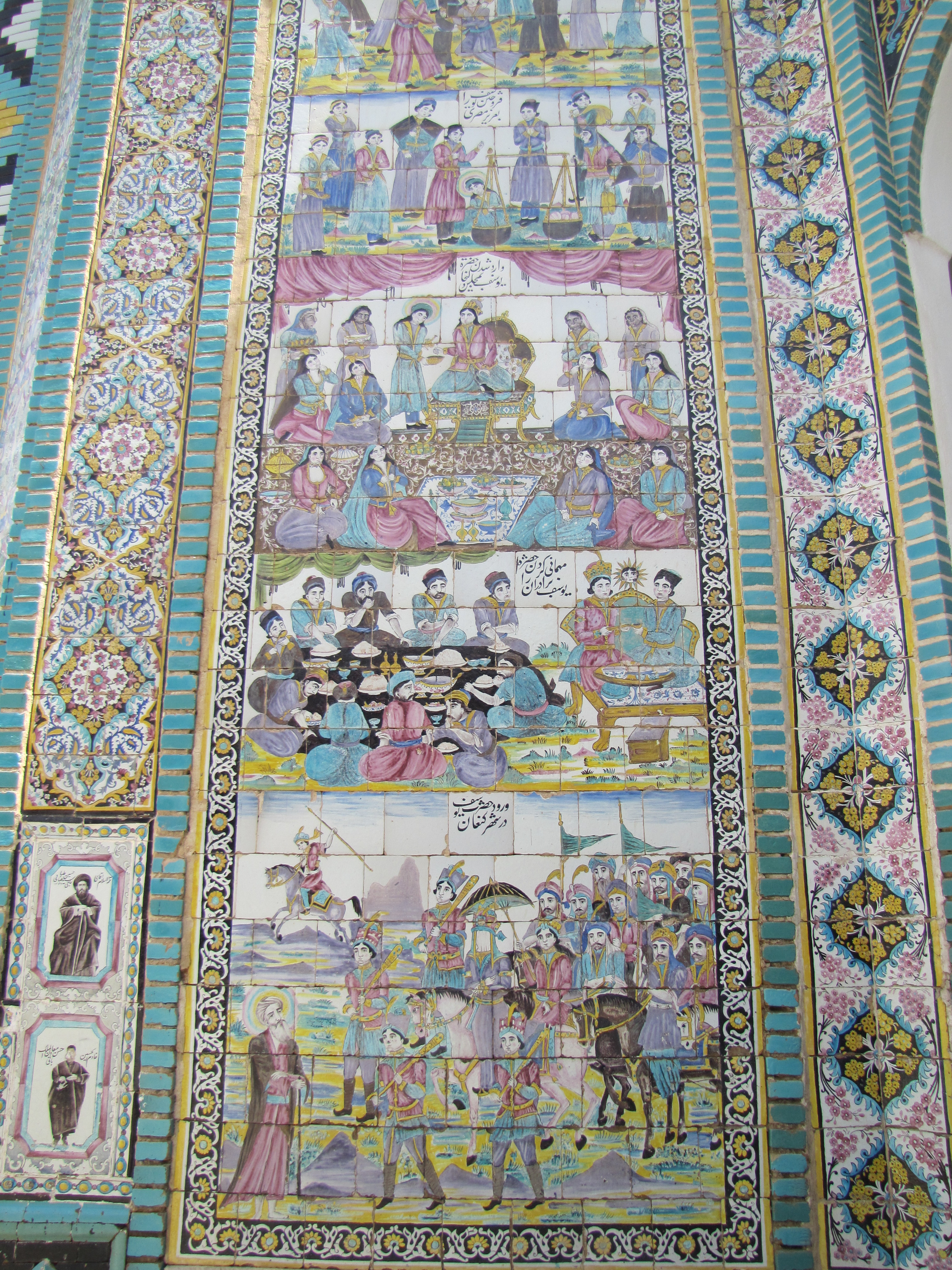
قسمت‌هایی از داستان یوسف
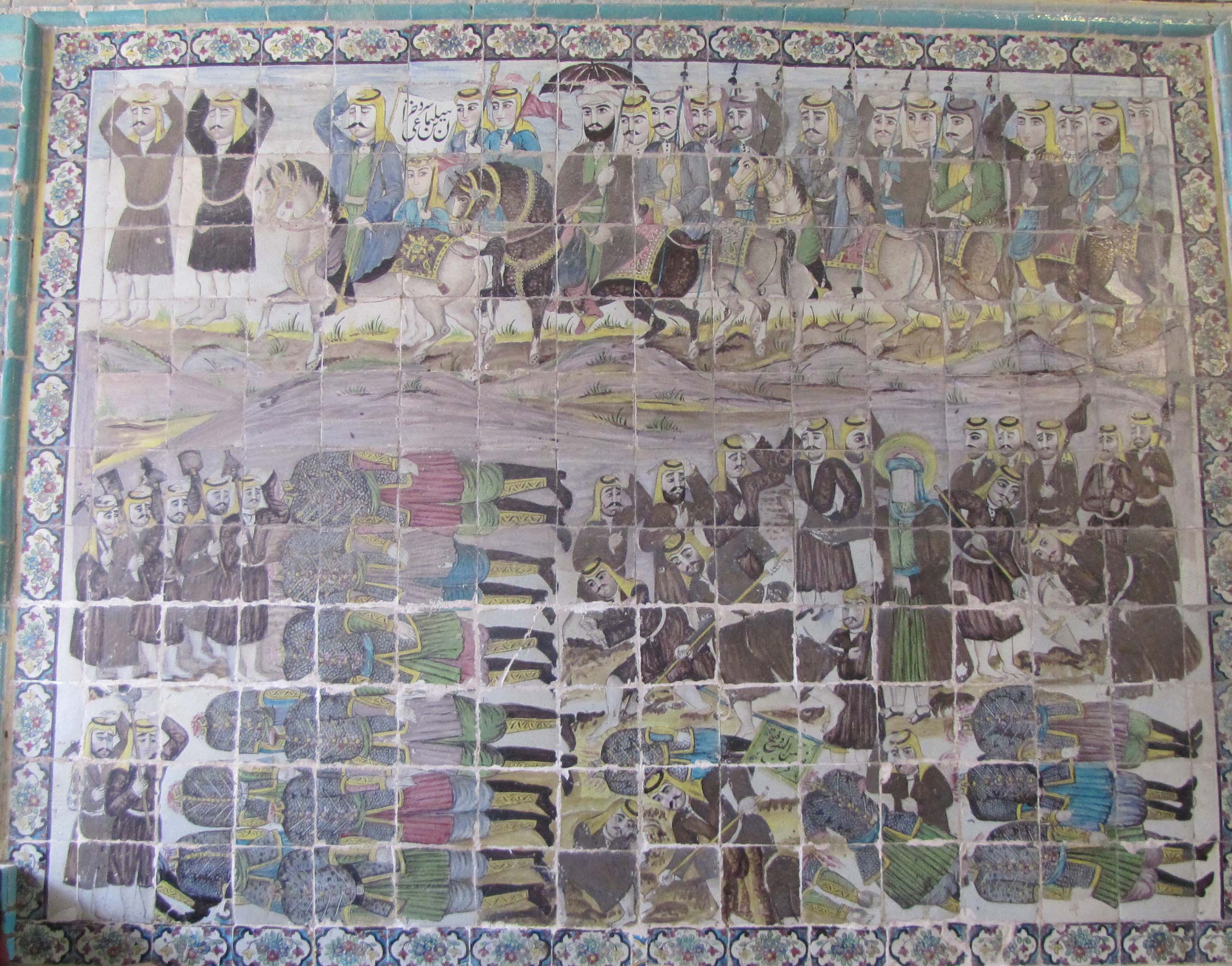
سلیمان بن صرد خزاعی
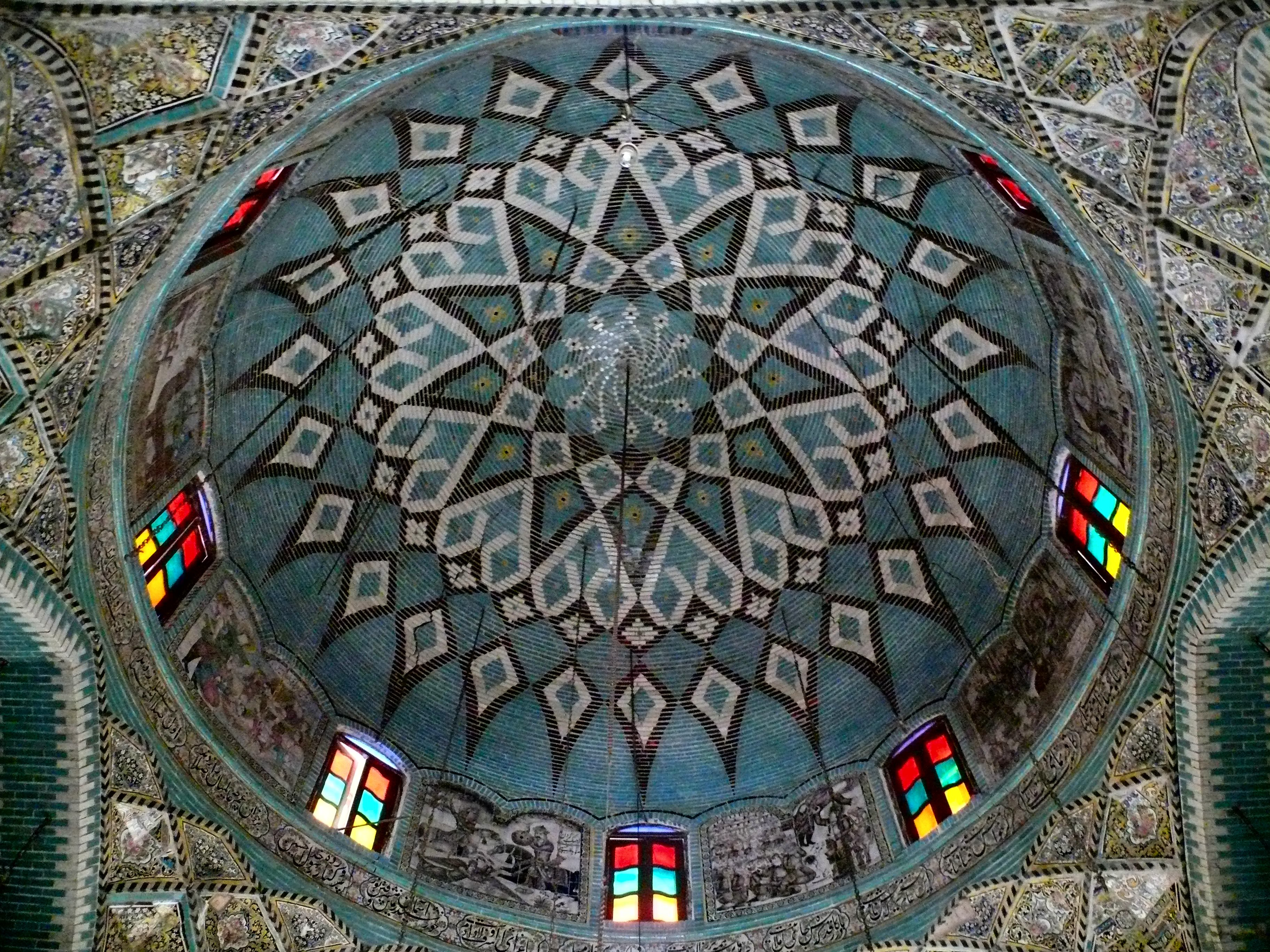
گنبد تکیه